# 珞璜站
珞璜站是位于重庆市江津区珞璜镇的一个铁路车站，邮政编码402283，有川黔铁路经过该站。车站隶属成都铁路局兴隆场车站，是三等站，现仅办理专用线、专用铁路货运业务，站内设有通往华能珞璜电厂和西南铁路物资有限公司的专用线。
珞璜站设有6条到发线、6条调车线和2条货物线，贵阳侧咽喉旁设有5条焊轨线。华能珞璜电厂专用线共设3个场，站调为电厂自备的东风5型柴油机车。其中I场为到达场，位于珞璜站东侧，设有4条股道；Ⅱ场则共有8条股道。

## 历史
珞璜站于1959年11月随改建綦江铁路珞璜至五岔段通车而通入使用，设有4条股道。车站开通后原线路五岔至猫儿沱段随即废弃。1959年12月10日，白沙沱长江大桥建成通车后，车站及所经过的川黔铁路接入重庆铁路枢纽:35,38,84。
1970年，珞璜站被定为重庆铁路枢纽在长江以南的辅助编组站，为此车站规模扩建至14条，其中到发线6条、调车线6条、牵出线2条，同时新建驼峰一座以及机务整备线等设施。1972年重庆枢纽南疏解线开工。南疏解线自重庆西编组站起，经跳蹬至本站，全场9.18千米，1975年铺轨至本站。1978年南疏解线正式接入珞璜站，车站上行的白沙沱长江大桥也因此成为双线铁路桥。1981年，位于人和场的重庆西编组站及南疏解线正式建成投用，代替了珞璜站编组的功能，车站因此降为一般中间站:38,83,84。车站曾设有重庆铁路分局小南海车务段教育培训基地，被称为“珞璜炮校”。
由于珞璜镇三面环山、一面临江，珞璜站和临近的小南垭站长期成为当地客货外运的唯一方式。
1990年，车站建成通往珞璜电厂的专用线。
2017年8月，珞璜站更换10组道岔。原计划更换时间为半个月，但由于更换作业需封锁珞璜电厂的输煤专用线，厂内煤炭存储量最多只能供应重庆市民5天的电力，成都铁路局最终要求重庆工务段职工在100小时内“一鼓作气”完成所有道岔更换任务。
2019年4月9日，珞璜站开始了为期一个月的站改工程，站改内容包括站场线路和道岔的更换以及信号系统的升级，使其能够接入渝贵铁路和兴珞线新白沙沱长江大桥。站改工程于4月24日凌晨完工，自此川黔铁路列车经由新白沙沱长江大桥下层过江进出重庆枢纽，同时还可经联络线上渝贵铁路。

## 图片

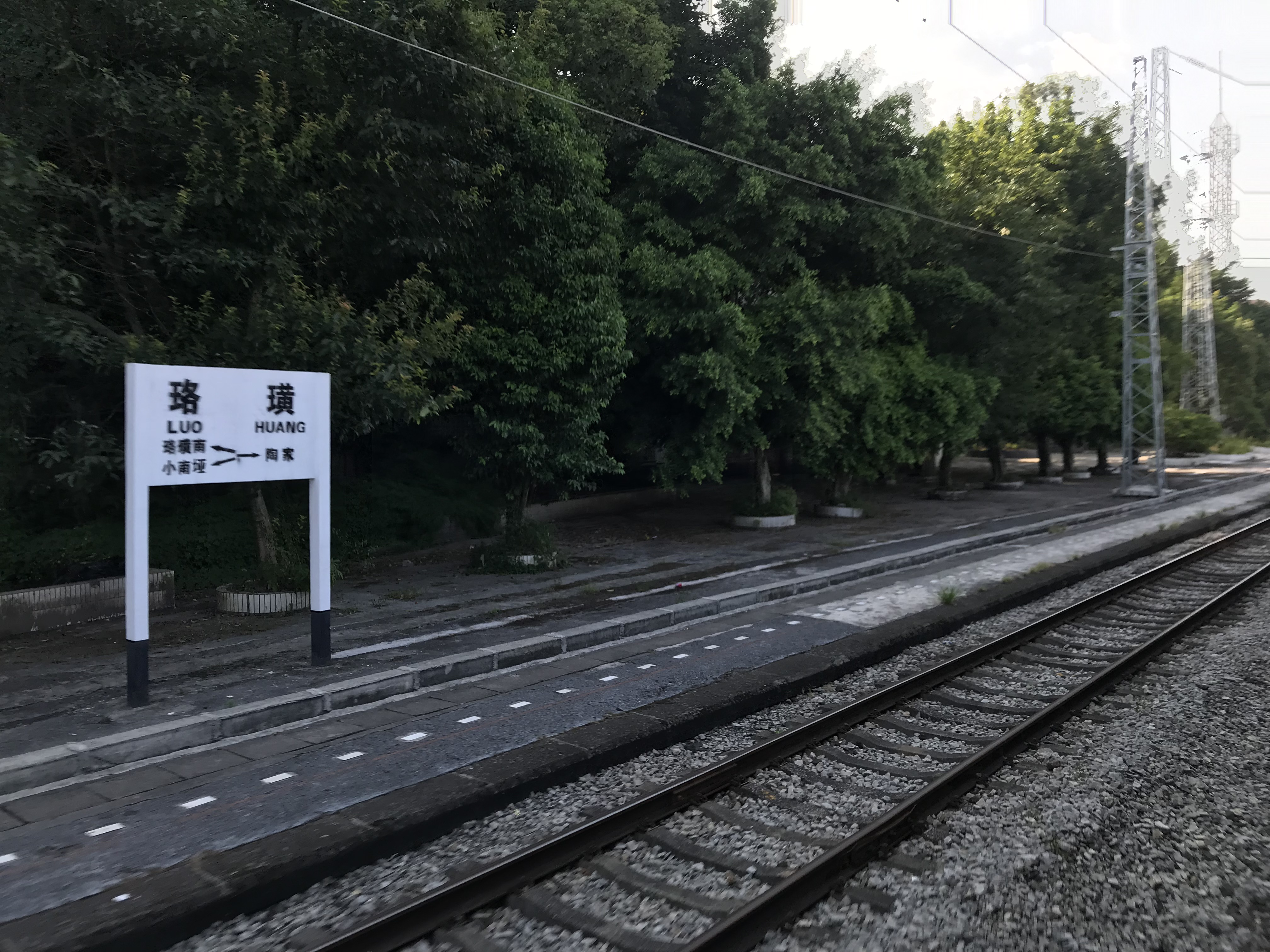
站牌
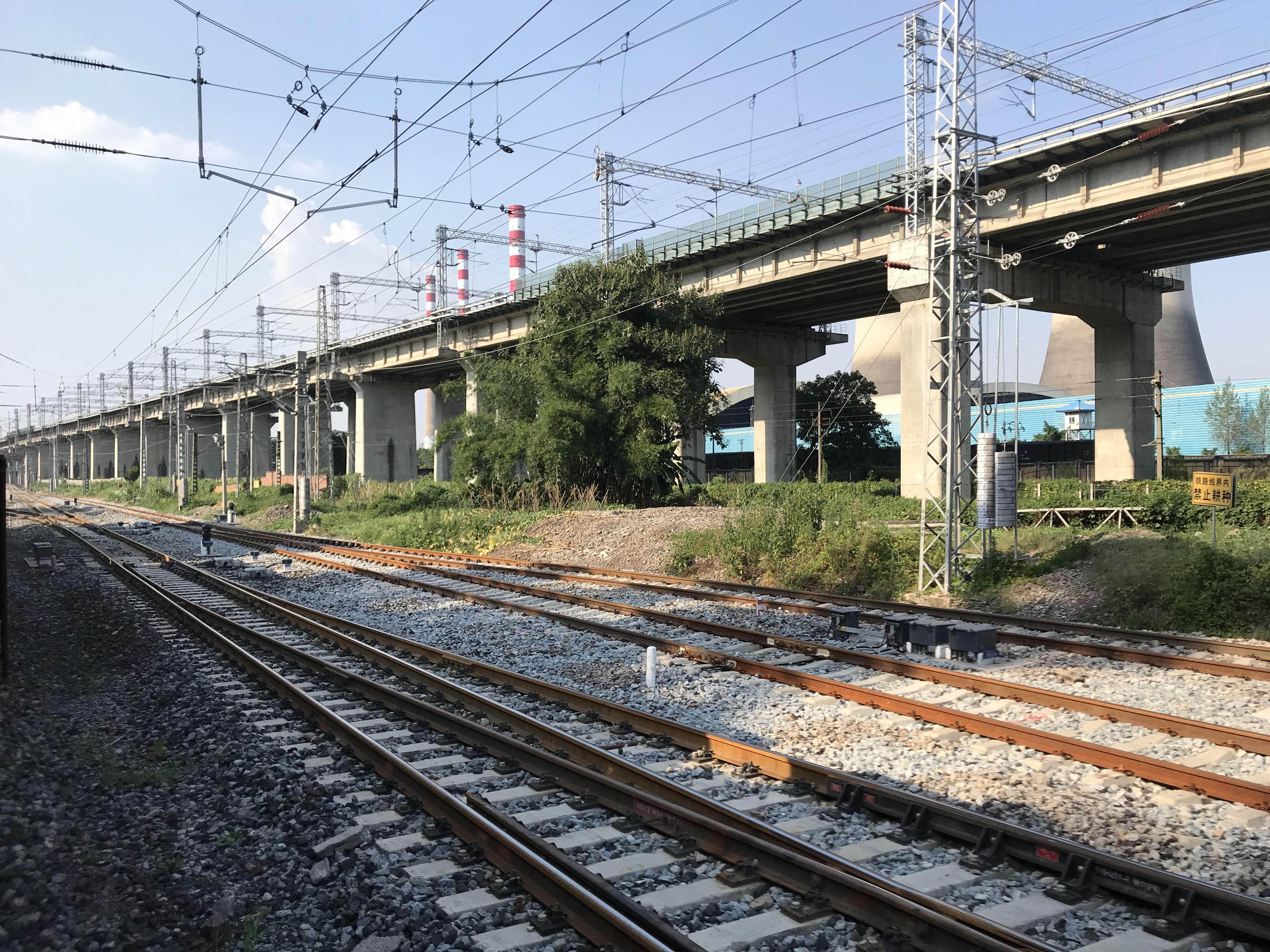
站内股道
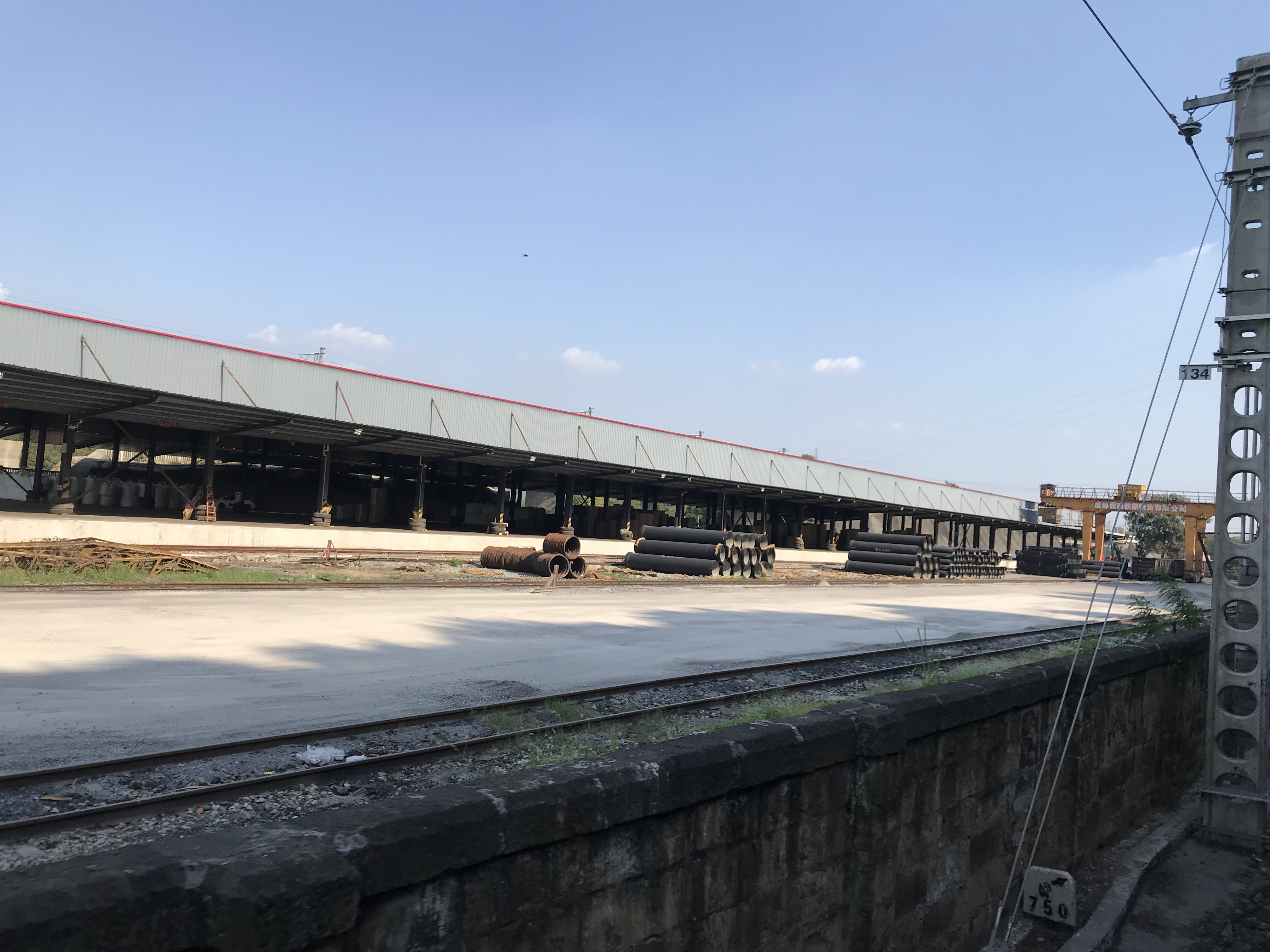
货场
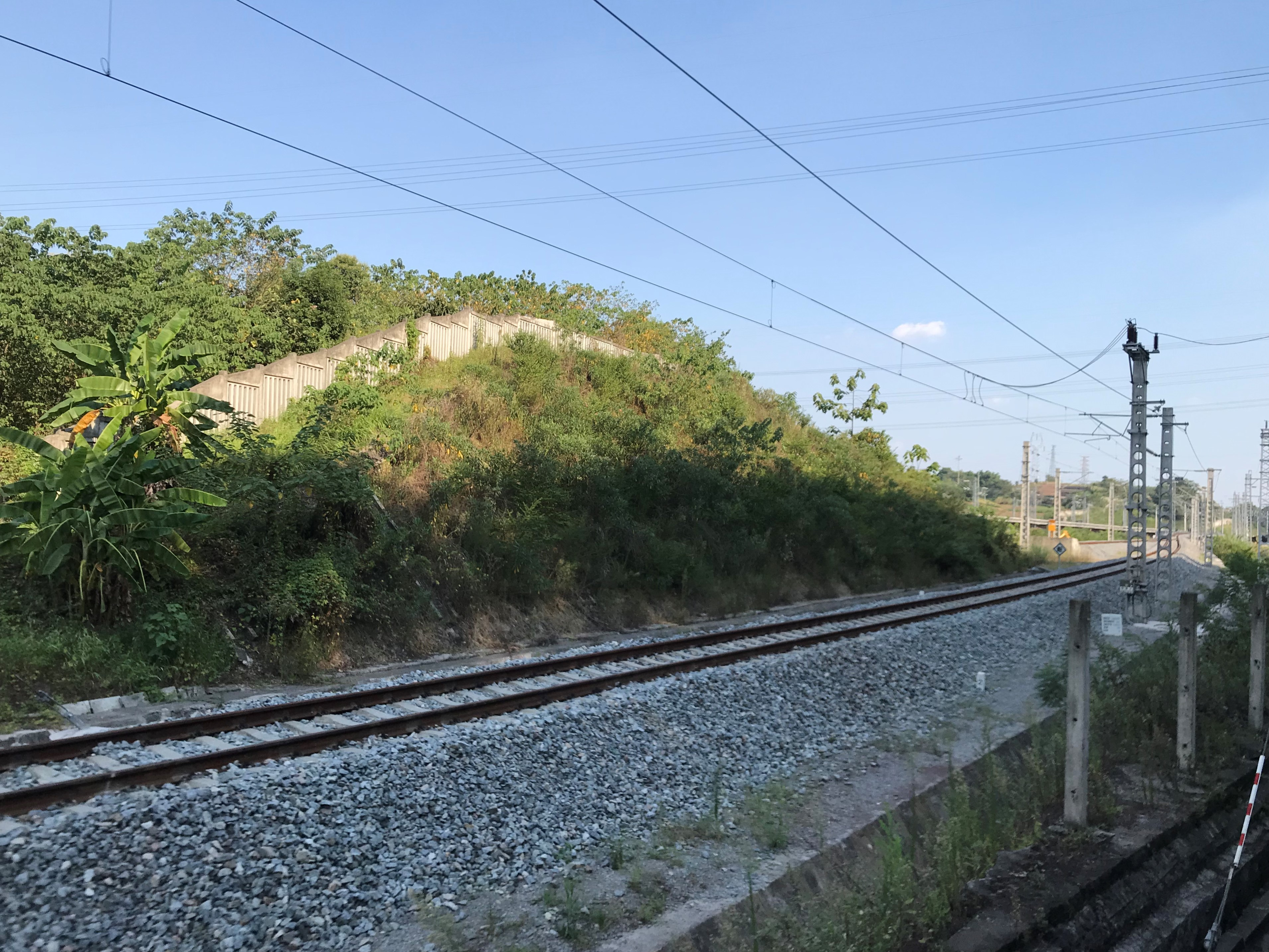
货车疏解线
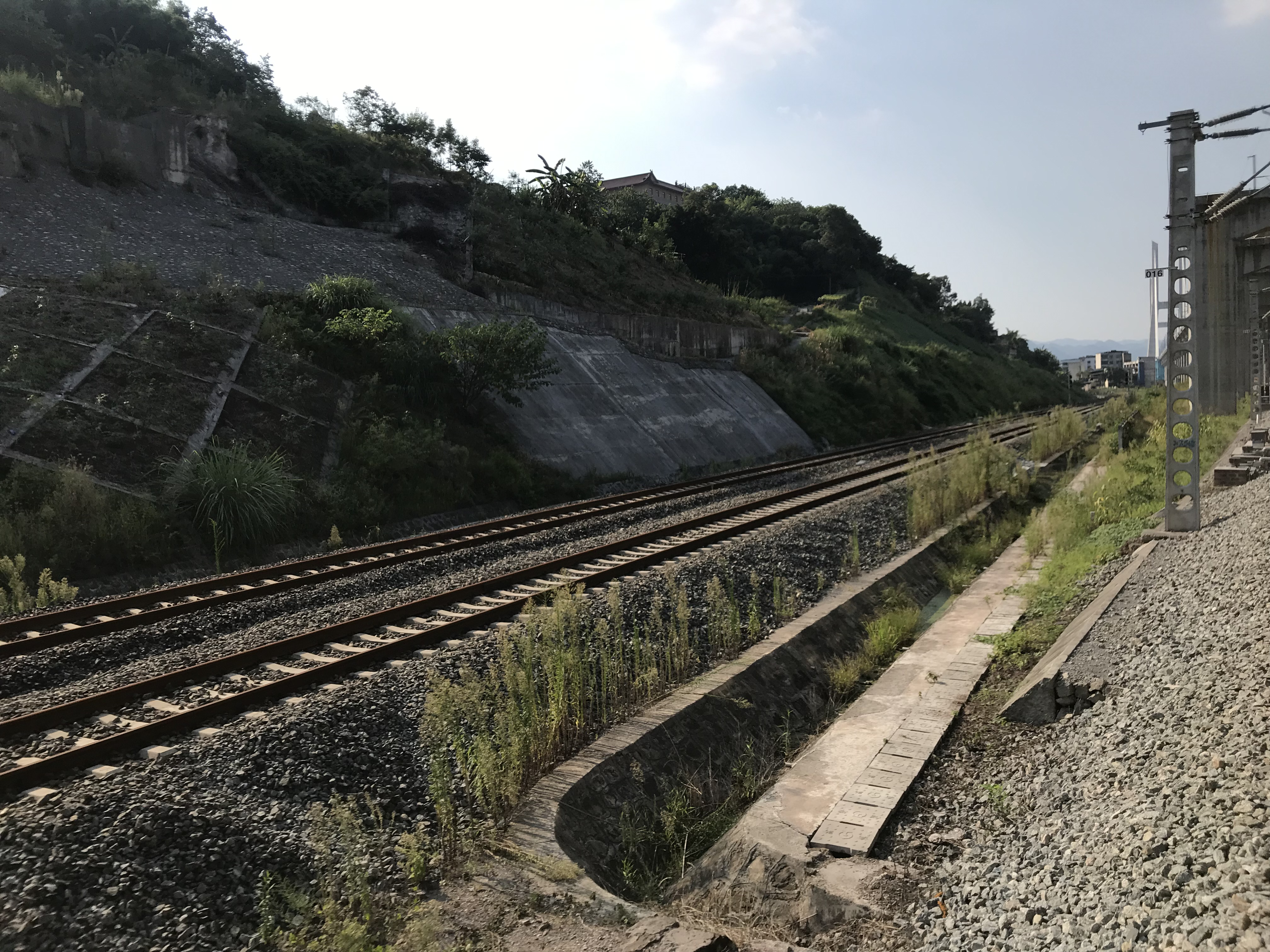
废弃的老白沙沱长江大桥旧线